# Franco Moschino
Franco Moschino (Abbiategrasso, Lombardía, 27 de febrero de 1950-Annone di Brianza, Lombardía, 18 de septiembre de 1994) fue un diseñador de moda italiano, fundador de la casa de moda italiana Moschino.

## Primeros años
Antes de convertirse en diseñador de moda, asistió a la Accademia delle Belle Arti en Milán para estudiar Bellas Artes en 1967 con la esperanza de convertirse en pintor. Para financiar sus estudios, trabajó como ilustrador de moda independiente. Con el tiempo, su interés pasó de las pinturas a los lienzos de tela y confección. Su carrera en la moda comenzó en 1971 cuando se convirtió en ilustrador para Gianni Versace y continuó trabajando para él durante otros seis años. De 1977 a 1982, diseñó para el sello italiano Cadette.

## Carrera
Fundó su propia compañía, Moonshadow, en 1983 y lanzó la marca Moschino Couture! ese mismo año. Al principio diseñó ropa informal y "jeans", pero su línea finalmente se expandió a la ropa interior, trajes de noche, zapatos, ropa de hombre y perfumes. En 1988, lanzó una línea menos costosa Cheap and Chic. Sus diseños eran muy innovadores e inusuales tales como minifalda de mezclilla negro con huevos fritos de plástico que decoran el dobladillo acolchadas, chaqueta acolchada decorada con tapas de botellas, pendientes de enchufe, y corpiños hechos de pernos de seguridad. Fue conocido como el Jean-Paul Gaultier de la moda italiana por sus diseños innovadores, pero sus estilos son diferentes, mientras que los experimentos de Gaultier fueron con diferentes tejidos y formas, Moschino utilizaba formas básicas y métodos tradicionales. También se burló de los clásicos de la moda, como la chaqueta de Chanel con llamativos adornos y detalles. Irónicamente, la gente se apresuró a llevar su ropa, convirtiéndose así en éxito y famoso en la industria que satirizó.

## Legado
Desde su muerte en 1994, su antigua asistente Rossella Jardini fue directora creativa de la marca. Desde el año 2013 Jeremy Scott ejecuta el cargo de la marca y sus variaciones.
La ropa de Moschino ha sido usada por celebridades como Fran Drescher en su exitoso programa de televisión The Nanny, Alicia Silverstone, Gwyneth Paltrow, Anna Friel, Kylie Minogue, Lady Gaga, Delia Matache y Supermodelos cómo Cara Delevingne.